# 高背瓦鰈
高背瓦鰈為輻鰭魚綱鰈形目鰈亞目瓦鰈科的其中一種，為熱帶海水魚，該物種分布於中西太平洋菲律賓海域，棲息深度247-320公尺，體長可達11.2公分，棲息在底層水域，生活習性不明。